# José María Lafuente López
José María Lafuente López (ur. 18 maja 1921 w Barcelonie, zm. 31 lipca 2010) – hiszpański i balearski polityk, prawnik oraz nauczyciel akademicki, senator, poseł do Parlamentu Europejskiego II i III kadencji.

## Życiorys
Ukończył studia prawnicze, praktykował jako adwokat. Był nauczycielem akademickim, wykładowcą szkoły handlowej w Palma de Mallorca, profesorem na Universidad de las Islas Baleares i dziekanem tamtejszego wydziału prawa. Kierował również przedsiębiorstwem hotelarskim Sol Melià, zasiadał w dyrekcji klubu piłkarskiego RCD Mallorca.
Zaangażował się w działalność polityczną w ramach Sojuszu Ludowego i następnie Partii Ludowej. Należał również do Unii Majorkańskiej. W latach 1983–1987 był członkiem balearskiego parlamentu. Od 1983 do 1986 reprezentował tę wspólnotę autonomiczną w Senacie. Po akcesji Hiszpanii do Wspólnot Europejskich w 1986 objął mandat posła do Europarlamentu II kadencji. Utrzymał go w wyborach powszechnych w 1987 i wykonywał do 1989. Ponownie zasiadał w PE w okresie III kadencji w latach 1991–1994.